# 浪費虫

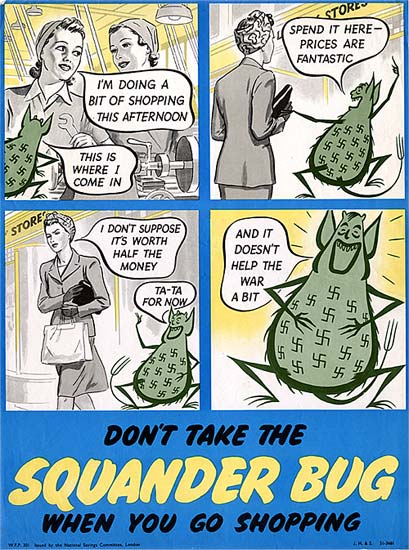
浪費虫のポスター

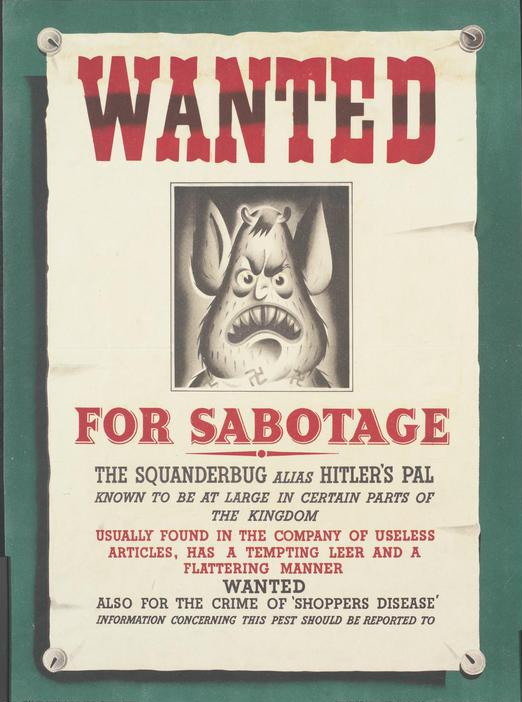
浪費を破壊工作と対比するポスター

浪費虫（ろうひむし、Squander Bug）は、第二次世界大戦中にイギリスの全英貯蓄運動が浪費を戒めるために考案したプロパガンダ用のキャラクターである。もともとはフリーランスのイラストレーターだったフィリップ・ボイデルが新聞広告用にデザインしたもので、戦時中には他の作家によってポスターや政治漫画に描かれるようになった。浪費虫は、オリジナルのコンセプトスケッチから完成した宣伝物まで、完全に記録が残っている数少ない戦時中のプロパガンダキャンペーンの1つとされる。

## 考案
第二次世界大戦中、全英貯蓄委員会では不足気味な消費財が高騰していることを懸念し、それらに支払われるであろう資金を貯蓄証書に回し、戦争資金の調達に役立てることを推奨していた。そのため、委員会では退屈あるいは高圧的にならない方法で、贅沢な出費を嘲笑う方法が必要だと考えていた。
そこでボイデルは、「押したり、引いたり、引っ掻いたり、噛んだり、盗んだり」することができる「マネーグラブ」（Money Grub）というインプに似た生き物を描いた6枚のスケッチを作成した。名前は変更されたものの、それ以外のコンセプトはほぼそのまま承認された。
こうして生まれた浪費虫は、「燃料を無駄にするな」や「紙を無駄にするな」のような「してはいけないこと」に関する政府の警告に代わる、前向きな宣伝を担うことを意図していた。浪費虫のプロパガンダでは、「してはいけない」という表現に代わり、この生き物に抵抗し、あるいは飢えさせるように促すキャプションを添え、無駄な買い物を避けるように促していた。後に浪費虫の身体には鉤十字が描かれ、アドルフ・ヒトラーやベニート・ムッソリーニといった敵対国の要人と共に、マダム・タッソー蝋人形館にも展示された。

## 使用
ボイデルは主に新聞広告用のキャラクターとなることを意図して浪費虫を考案したが、後に同じメッセージを伝えるポスターのシリーズにも使われた。戦時中に活動していたイギリスの漫画家、例えばデイヴィッド・ロウやカール・ジャイルズも浪費虫を描き、時には皮肉を込めて使われた。ヴィクター・ワイズは、ナチス・ドイツの労働力不足を風刺する際、ヒトラーに取り付いた浪費虫を描いた。
やがて外国でも人気となり、オーストラリアでは日本風の外見を備えた浪費虫が描かれた。ドクター・スースもアメリカ人に戦時国債の購入を促すために浪費虫を描いたが、ボイデルのデザインとは大きく異なっていた。

## メディアでの登場
1960年代から1970年代に放送されたイギリスのコメディドラマ『Dad's Army』はホーム・ガードを題材としており、『Knights of Madness』というエピソードでは、登場人物が浪費虫の扮装をするシーンがある。